# Enchenopa quadricolor
Enchenopa quadricolor är en insektsart som beskrevs av Walker. Enchenopa quadricolor ingår i släktet Enchenopa och familjen hornstritar. Inga underarter finns listade i Catalogue of Life.